# McLean Museum

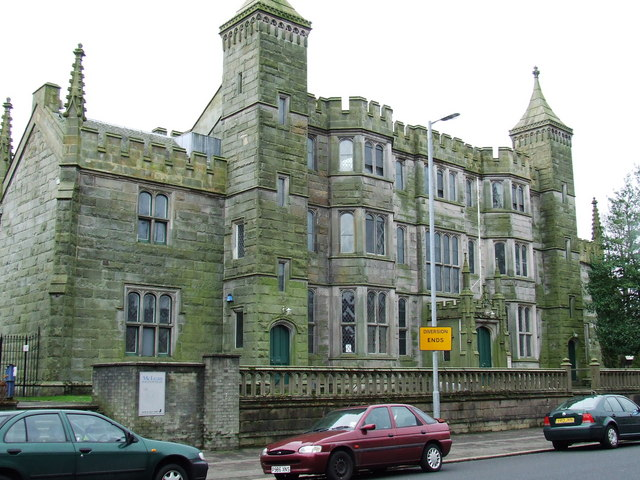
Nordostseite des Museums entlang der Union Street

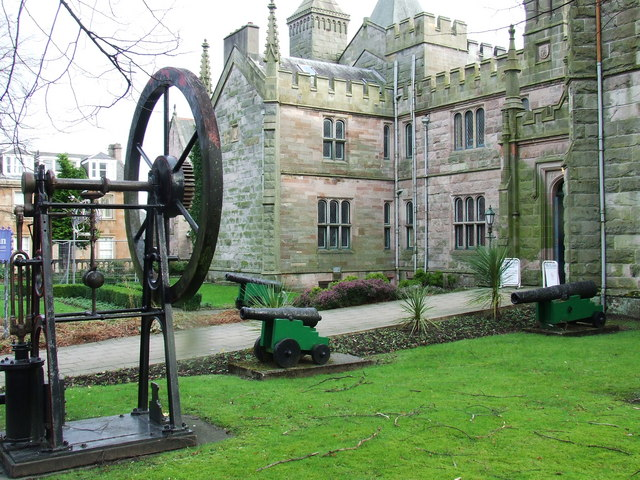
Exponate im Außenbereich

Das McLean Museum mit der angeschlossenen Watt Library, ehemals als Greenock Institution bekannt, ist ein Museum mit Bibliothek in der schottischen Stadt Greenock in Inverclyde. 1971 wurde das Bauwerk in die schottischen Denkmallisten in der höchsten Kategorie A aufgenommen. Das im Tudorstil gehaltene, dreistöckige Gebäude befindet sich westlich des Stadtzentrums zwischen der Union Street und der Watt Street.

## Ausstellung
Das Museum hält Ausstellungen zu verschiedenen Themengebieten bereit. Der kulturhistorische Bereich deckt Exponate von der Steinzeit bis über die Antike hinaus ab. In einer speziellen Ausstellung wird die ägyptische Geschichte von der Naqada-Kultur bis in die nachrömische Zeit beleuchtet. Neben den international ausgerichteten Bereichen wird auch die regionale Geschichte behandelt. Hierzu zählen die Sozial- und Industriegeschichte von Inverclyde mit einem Fokus auf die Steinzeugproduktion entlang des Firth of Clyde. Als Seehafen ist auch eine Kollektion mit Exponaten aus der Handelsschifffahrt vorhanden. Ein Teil des Museums ist den Werken des aus Greenock stammenden Ingenieurs James Watt vorbehalten. Zuletzt werden schottische und gesamtbritische Kunstwerke ausgestellt. Der Eintritt in das Museum ist kostenlos.